# داني بيرد
داني بيرد (بالإنجليزية: Danny Byrd)‏ هو منتج أسطوانات ودي جيه بريطاني، ولد في 4 مايو 1979 في باث في المملكة المتحدة.

## وصلات خارجية
- الموقع الرسمي
- داني بيرد على موقع ميوزك برينز (الإنجليزية)
- داني بيرد على موقع أول ميوزيك (الإنجليزية)
- داني بيرد على موقع ديسكوغز (الإنجليزية)